# Edmund Frederick Bloedow
Edmund Frederick Bloedow (* 17. September 1930 in Killaloe; † 21. Januar 2019 in Ottawa) war ein kanadischer Althistoriker.

## Leben
Er besuchte die University of Toronto und das Emmaus Bible College in Chicago. Er war Lehrer in Thunder Bay, Ontario und Beirut, Libanon, bevor er nach Ottawa zog. Er arbeitete über 30 Jahre an der University of Ottawa als Professor für Alte Geschichte am Department of Classics.

## Schriften (Auswahl)
- Beiträge zur Geschichte des Ptolemaios XII. Würzburg 1963, OCLC 179930585.
- Alcibiades reexamined. Wiesbaden 1973, OCLC 988209597.